# Peter Gabriel (1982)
| Recensione       | Giudizio       |
| ---------------- | -------------- |
| Ondarock         | Pietra miliare |
| AllMusic         |                |
| Robert Christgau | C+             |

Peter Gabriel (IV o Security) è il quarto album della carriera solista del musicista inglese Peter Gabriel.

## Il disco
L'album, come i precedenti tre, fu pubblicato senza titolo e viene dunque comunemente identificato dal suo numero progressivo; negli Stati Uniti tuttavia la Geffen Records decise di assegnargli il titolo Security. È da ricordare però che Peter Gabriel non lo riconosce, preferendo riferirsi ai suoi primi quattro album semplicemente con: I, II, III e IV. Come gli altri album dell'artista inglese, anche questo fu rimasterizzato nel 2002.

## Le canzoni
Le canzoni di quest'album affrontano una grande varietà di temi. The Rhythm of the Heat è basata su un'esperienza fatta da Carl Gustav Jung mentre osservava un gruppo di percussionisti africani. San Jacinto parla di un ragazzo nativo americano, che Peter Gabriel conobbe durante una tournée, il quale all'età di 14 anni era stato sottoposto a un rito d'iniziazione apache: si era recato sulla cima di una montagna e chi lo accompagnava aveva liberato da una sacca un serpente che subito lo aveva morso. Il rito prevedeva infatti che il ragazzo riuscisse a tornare a casa malgrado le allucinazioni causate dal veleno del rettile, il che ne avrebbe dimostrato il coraggio e la resistenza al dolore. The Family and the Fishing Net paragona un moderno matrimonio a un rito sacrificale pagano. Shock the Monkey è una meditazione sulla gelosia in cui Gabriel usa la metafora del primate per descrivere le proprie ansie personali. Lay Your Hands on Me tratta il tema della guarigione, argomento poi approfondito in altri album. Wallflower affronta il tema della libertà di pensiero, ispiratogli dalla visita a prigionieri torturati in Cile durante la dittatura di Pinochet, come Gabriel stesso dichiarò pubblicamente a un concerto con gli Inti-Illimani allo Stadio Nazionale del Cile il 13 ottobre 1990.

## Tracce
Testi e musiche di Peter Gabriel.
Lato A
1. The Rhythm of the Heat – 5:15
2. San Jacinto – 6:21
3. I Have the Touch – 4:30
4. The Family and the Fishing Net – 7:00

Lato B
1. Shock the Monkey – 5:23
2. Lay Your Hands on Me – 6:03
3. Wallflower – 6:30
4. Kiss of Life – 4:17

## Musicisti
- Peter Gabriel – voce, sintetizzatori, surdo nelle tracce 1, 8; batteria nella traccia 2.
- Jerry Marotta – batteria, percussioni, surdo, voce.
- Tony Levin – basso nelle tracce 1, 6, 7, 8; Chapman stick nelle tracce 2, 3, 4, 5; Basso Fretless nella traccia 6, voce.
- Larry Fast – sintetizzatori nelle tracce 1, 2, 3, 4, 5, 7, 8; percussioni elettroniche nella traccia 8.
- David Rhodes – chitarra, voce.

## Musicisti aggiuntivi
- Ekome Dance Company – percussioni ghanesi sulla traccia 1
- John Ellis – voce di basso nelle tracce 1, 3, 8, chitarra nelle tracce 2, 4
- Jill Gabriel – voce di basso nella traccia 2
- Peter Hammill – cori nelle tracce 4, 5, 6
- Chris Hughes - programmazione Linn LM-1 nella traccia 5
- Roberto Laneri – sassofoni trattati nella traccia 4
- David Lord – sintetizzatori nelle tracce 6, 7, piano nelle tracce 7, 8
- Morris Pert – timbales nella traccia 6, percussioni nella traccia 8
- Stephen Paine – Fairlight CMI nella traccia 4
- Simon Phillips - batteria nella traccia 3

## In altri media
Shock the Monkey appare nella colonna sonora del film Fuga dal futuro - Danger Zone del 1987 con Matthew Broderick. I Have the Touch è invece parte della colonna sonora del film The Chocolate War (1988) e del film Phenomenon (1996) con John Travolta.